# Condado de Washington (Missouri)
O Condado de Washington é um dos 114 condados do estado americano de Missouri. A sede do condado é Potosi, e sua maior cidade é Potosi. O condado possui uma área de 1 975 km² (dos quais 7 km² estão cobertos por água), uma população de 23 344 habitantes, e uma densidade populacional de 12 hab/km² (segundo o censo nacional de 2000). O condado foi fundado em 1813.